# Frank Elliott
Frank Elliott né le 11 février 1880 à Cheshire (Angleterre), et mort en juillet 1970 à Los Angeles, (États-Unis), est un acteur britannique.

## Biographie
Elliott apparaît dans 77 films entre 1915 et 1966.

## Filmographie partielle
- 1915 : Cora, d'Edwin Carewe : rôle non déterminé
- 1920 : L'oiseau s'envole (Once to Every Woman), d'Allen Holubar : Le duc de Devonshire
- 1921 : The Speed Girl de Maurice S. Campbell
- 1922 : Le Calvaire de madame Mallory (The Impossible Mrs. Bellew), de Sam Wood : Comte Radistoff
- 1923 : La Petite Dame (Gentle Julia) de Rowland V. Lee : Randolph Crum
- 1923 : Ruggles of Red Gap de James Cruze
- 1923 : Red Lights de Clarence G. Badger
- 1924 : O sole mio (This Woman) de Phil Rosen
- 1924 : For Sale de George Archainbaud
- 1924 : Secrets (Secrets), de Frank Borzage : Robert Carlton
- 1925 : L'Ange des ténèbres de George Fitzmaurice
- 1925 : Speed Wild de Harry Garson
- 1928 : Le passé ne meurt pas (Easy Virtue), d'Alfred Hitchcock : Le père de John
- 1930 : Take the Heir, de Lloyd Ingraham : Lord Tweedham
- 1938 : Doctor Rhythm de Frank Tuttle
- 1947 : Mon père et nous (Life with Father), de Michael Curtiz : Dr. Somers
- 1951 : La Part du jeu (Darling, How Could You!) de Mitchell Leisen